# Karudabande Hosahalli, Kolar
Karudabande Hosahalli là một làng thuộc tehsil Kolar, huyện Kolar, bang Karnataka, Ấn Độ.